# 榨取和逆榨
榨取和逆榨（英語：(counter)bleeding）是音系学和历史语言学中一对音系规则的两种关系。忽略两条音系规则𝔸和𝕆的实际顺序而假定𝔸先于𝕆，如果𝔸能够缩小𝕆的施用面，则称：
- 𝔸榨取𝕆，若𝔸实际先于𝕆；或
- 𝔸逆榨𝕆，若𝕆实际先于𝔸。

## 榨取
考虑两条有序的音系规则：
1. 𝔸：P → Q
2. 𝕆：MP → NP

因为𝔸的施用，𝕆的施用面缩小到排除了MP → NQ，并且𝔸先于𝕆，因此称居先的𝔸榨取居后的𝕆。

### 例
英语有如下顺序的两条规则：
1. 𝔸：在词末的咝音和/z/之间增生/ᵻ/（/reɪzz/ → /reɪzᵻz/，/reɪsz/ → /reɪsᵻz/）；
2. 𝕆：/z/在清辅音后词末前清化（/reɪtz/ → /reɪts/）。

/reɪsz/施用增生（𝔸）变成 /reɪsᵻz/后不再能施用清化（𝕆），因此称增生（居先的𝔸）榨取清化（居后的𝕆）。

## 逆榨
如果上述𝔸和𝕆的顺序正好相反：
1. 𝕆：MP → NP
2. 𝔸：P → Q

则因为假定顺序颠倒时𝔸榨取𝕆，称居后的𝔸逆榨居先的𝕆。

### 例
波兰语有如下顺序的两条规则：:58
1. 𝕆：/o/在非鼻音的浊音前高化到/u/（/sol/ → /sul/，/ʒwob/ → /ʒwub/）；
2. 𝔸：阻音在词末清化（/ɡruz/ → /ɡrus/，/ʒwub/ → /ʒwup/）。

假定两规则顺序倒换，则/ʒwob/施用清化（𝔸）变成/ʒwop/后将不再能施用高化（𝕆），因此称清化（居后的𝔸）逆榨高化（居先的𝕆）。

## 互榨
如果对一对规则而言榨取和逆榨同时成立，则称互榨（英語：mutual bleeding）:600。考虑下列两条音系规则：
1. 𝕊₁：LO → LN
2. 𝕊₂：OR → QR

居先的𝕊₁榨取居后的𝕊₂（LOR → LNR被排除出𝕊₂），同时居后的𝕊₂逆榨居先的𝕊₁（若假定顺序颠倒，LOR → LQR将被排除出𝕊₁），因此称𝕊₁和𝕊₂互榨。

### 例
Lardil语有如下顺序的两条规则：:62
1. 𝕊₁：/iu/增生为/iwu/（/papiuɻ/ → /papiwuɻ/）；
2. 𝕊₂：元音相连脱落后一个（/tʲæmpæuɻ/ → /tʲæmpæɻ/）。

增生（𝕊₁）榨取脱落（𝕊₂）（/papiuɻ/ → /papiwuɻ/无法再脱落），并且脱落（𝕊₂）逆榨增生（𝕊₁）（假定两规则顺序倒换的话/papiuɻ/ → /papiɻ/无法再增生），因此称增生（𝕊₁）和脱落（𝕊₂）互榨。